# Krasnostaw (obwód wołyński)
Krasnostaw (ukr. Красностав), do 1963 Gnojno (ukr. Гнійне) – wieś na Ukrainie, w obwodzie wołyńskim, w rejonie włodzimierskim. W 2018 roku liczyła 371 mieszkańców.
We wrześniu 1939 stacjonowały tu 211. i 212. eskadry bombowe.